# Liste des rois du Rohan

L'emblème du Rohan : un cheval blanc sur fond vert.

Voici la liste des rois du Rohan, pays de la Terre du Milieu de J. R. R. Tolkien, telle qu'elle est donnée dans l'Appendice B du Seigneur des anneaux. Sauf autre indication, les dates données sont celles du Troisième Âge, et chaque roi est le fils de son prédécesseur.

## Première lignée
| Rang | Nom                          | Règne     | Notes |
| ---- | ---------------------------- | --------- | --- |
| 1    | Eorl le Jeune (2485-2545)    | 2510-2545 | Premier roi. |
| 2    | Brego (2512-2570)            | 2545-2570 | En 2569, la construction du château de Meduseld est achevée, et lors du banquet, Baldor, fils aîné du roi, jure de franchir le Chemin des Morts. Il disparaît à jamais, et Brego meurt de chagrin un an après. Son nom signifie « souverain, prince, roi » en vieil anglais.                                            |
| 3    | Aldor l'Ancien (2544-2645)   | 2570-2645 | Deuxième fils de Brego. Son règne de soixante-quinze ans lui vaut son surnom. Son nom signifie « chef, prince » ou bien « aîné, parent » en vieil anglais. |
| 4    | Fréa (2570-2659)             | 2645-2659 | Fils aîné et quatrième enfant d'Aldor. Son nom signifie « seigneur » en vieil anglais. |
| 5    | Fréawine (2594-2680)         | 2659-2680 | Son nom signifie « seigneur aimé » en vieil anglais (de frēa « seigneur » et wine « ami »). |
| 6    | Goldwine (2619-2699)         | 2680-2699 | Son nom signifie « prince libéral, généreux » en vieil anglais (de gold « or » et wine « ami »). |
| 7    | Déor (2644-2718)             | 2699-2718 | Son nom signifie « courageux, audacieux » en vieil anglais. |
| 8    | Gram (2668-2741)             | 2718-2741 | Son nom signifie « furieux, féroce » en vieil anglais. |
| 9    | Helm Mainmarteau (2691-2759) | 2741-2758 | Attaque massive des Dunlendings en 2758, menés par Wulf, un sang-mêlé rohirrim et dunlending. Helm est chassé d'Edoras et doit se réfugier dans le Hornburg, où il périt durant le Long Hiver qui s'ensuit. Ses deux fils Haleth et Háma ayant péri avant lui, c'est le fils de sa sœur Hild, Fréaláf, qui lui succède. |

## Deuxième lignée
| Rang | Nom                          | Règne     | Notes |
| ---- | ---------------------------- | --------- | --- |
| 10   | Fréaláf Hildeson (2726-2798) | 2759-2798 | Neveu de Helm. Après le Long Hiver de 2758-2759, tue Wulf et chasse les Dunlendings du Rohan. Son nom signifie « seigneur survivant » en vieil anglais (de fréa « seigneur » et láf « ce qui reste, relique »). |
| 11   | Brytta Léofa (2752-2842)     | 2798-2842 | Surnommé Léofa par son peuple en raison de sa bonté et de sa générosité. Son nom signifie « celui qui offre ou qui octroie, distributeur, seigneur » en vieil anglais, et son surnom dérive du vieil anglais lēof « bien-aimé, cher ». |
| 12   | Walda (2780-2851)            | 2842-2851 | Tué lors d'une embuscade tendue par des Orques sur la route de Dunharrow. Son nom dérive du vieil anglais wealda « souverain ». |
| 13   | Folca (2804-2864)            | 2851-2864 | Réputé pour ses talents de chasseur, il fait le vœu de ne courser aucune créature sauvage tant qu'il restera des Orques en Rohan. Lorsque les derniers d'entre eux sont détruits, il part chasser le Grand Sanglier d'Everholt et le tue, mais meurt des blessures infligées par les défenses de la bête. Son nom dérive du vieil anglais folc « peuple ». |
| 14   | Folcwine (2830-2903)         | 2864-2903 | Les deux fils jumeaux de Folcwine, Folcred et Fastred, sont tués lors de la bataille des gués du Poros (2885), où ils menaient les troupes rohirrimes venues à l'aide du Gondor, menacé par les Haradrim. Son nom signifie « ami du peuple » en vieil anglais (de folc « peuple » et wine « ami »). |
| 15   | Fengel (2870-2953)           | 2903-2953 | Troisième fils de Folcwine, roi peu populaire, avide et querelleur. Son nom signifie « prince » en vieil anglais, mais il est parent du nom feng « butin », ce qui correspond au caractère de ce roi. |
| 16   | Thengel (2905-2980)          | 2953-2980 | Seul fils de Fengel, quitte le Rohan dès qu'il atteint l'âge d'homme et s'installe au Gondor, où il accomplit de nombreux hauts faits. Revient de mauvaise grâce au Rohan pour succéder à son père, mais se révèle finalement être un roi bon et sage. Son nom signifie « prince » (þengel) en vieil anglais. |
| 17   | Théoden Ednew (2948-3019)    | 2980-3019 | Il épouse Elfhild qui meurt en couches en donnant naissance à leur fils. Longtemps sous la coupe de Saroumane par l'entremise de son conseiller Gríma, est libéré par Gandalf. Durant la guerre de l'Anneau, mène ses hommes à la bataille de Fort-le-Cor, puis à la bataille des champs du Pelennor, où il trouve la mort (15 mars 3019). Son nom signifie « chef d'un peuple, prince, roi » (þēoden) en vieil anglais, et son surnom Ednew dérive de l'adjectif ednēowe « renouvelé ». Son fils et héritier, Théodred, ayant péri avant lui, c'est le fils de sa sœur Théodwyn, Éomer, qui lui succède. |

## Troisième lignée
| Rang | Nom                          | Règne          | Notes |
| ---- | ---------------------------- | -------------- | --- |
| 18   | Éomer Éadig (2991 – 63 Q.A.) | 3019 – 63 Q.A. | Fils de Théodwyn, sœur cadette de Théoden dont il est le neveu, et d'Éomund, un seigneur Rohir. Conduit les Rohirrim à la bataille de la Porte Noire, puis combat fréquemment les Orientaux avec Elessar au Quatrième Âge. Son nom dérive du vieil anglais eoh « cheval de guerre » + mǣre « grand, excellent, fameux ». |
| 19   | Elfwine le Beau              | 63 Q.A. – ?    | Fils d'Éomer et de Lothíriel de Dol Amroth. |